# George Habash

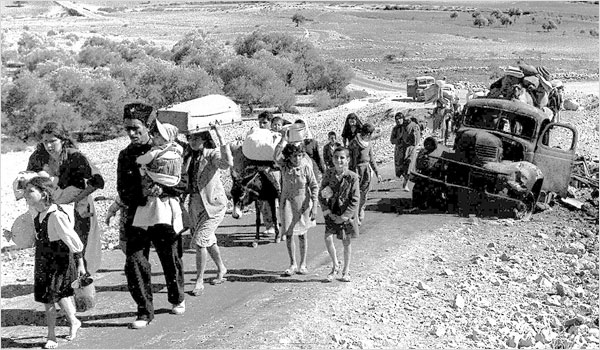
Refugiats palestins el 1948

George Habash (àrab: جورج حبش, Jurj Ḥabax), també conegut com a al-Hakim (‘el Savi’ o ‘el Doctor’) (Lod, Palestina, 2 d'agost de 1926 - Amman, Jordània, 26 de gener de 2008), fou un guerriller i activista polític palestí, considerat una figura clau en la segona meitat del segle xx a Palestina i en tot el món àrab. Fou fundador del Moviment dels Nacionalistes Àrabs, que tindria una gran influència en tota la regió, i del Front Popular per l'Alliberament de Palestina.
Refugiat palestí des de la nakba de l'any 1948, que provocà l'èxode de centenars de milers de palestins expulsats per la fundació de l'estat d'Israel, Habash estudià medicina a la Universitat Americana de Beirut, on ja començà la lluita política per alliberar Palestina per tots els mitjans possibles, inclosa la guerra de guerrilles.
Influït per la ideologia nacionalista àrab, fundà amb altres companys l'any 1951 el Moviment dels Nacionalistes Àrabs, que tindria una gran influència en el futur del món àrab. I s'alinearia amb els posicionaments panarabistes de Gamal Abdel Nasser.
Després de la derrota de les forces àrabs de la Guerra dels sis dies, l'any 1967, fou un dels fundadors del Front Popular per a l'Alliberament de Palestina (FPAP), d'inspiració marxista, i esdevindria un dels dirigents més carismàtics de l'Organització per l'Alliberament de Palestina (OAP), malgrat mantenir fortes discrepàncies amb Iàssir Arafat i el seu partit Fatah.
El Front Popular per l'Alliberament de Palestina desenvoluparia una guerra de guerrilles contra Israel, i va tenir una forta presència entre els refugiats palestins; l'any 1970 jugà un important paper en les lluites del Setembre Negre, en les quals el govern de Jordània combaté i expulsà els refugiats palestins, amb el suport d'Israel i els Estats Units. A partir d'aleshores establirien les seves bases a Beirut.
Habash, al capdavant de l'FPAP, s'oposaria a la resolució dels dos estats com a solució del conflicte israelià-palestí, ja que suposava legitimar els territoris ocupats per Israel el 1948 i l'expulsió de centenars de milers de palestins de la seva terra. El FPAP, amb altres grups, formaren el Front Rejeccionista.
Al Líban, Habash es mostraria partidari del Moviment Nacional Libanès, al costat de l'OAP, però no intervindria en la Guerra Civil libanesa a finals dels 70.
Des de la Primera intifada, però, l'ascens de les forces islamistes anà arraconant les forces d'esquerra com l'FPAP o el FDAP. Després dels acords d'Oslo, l'agost de 1993, que conduïren a la creació de l'Autoritat Nacional Palestina (ANP), Habash formà una altra oposició, reclamant que l'OAP continués representant el poble palestí, inclosos els refugiats. Es negà a tornar als territoris ocupats de 1967, malgrat la invitació de l'ANP.
L'any 2000, George Habash renuncià al seu lideratge de l'FPAP, per motius de salut. Morí a Amman, Jordània, el 26 de gener de 2008, als 81 anys, d'un atac de cor.